# Тупикське сільське поселення
Тупи́кське сільське поселення (рос. Тупикское сельское поселение) — сільське поселення у складі Тунгіро-Ольокминського району Забайкальського краю Росії.
Адміністративний центр та єдиний населений пункт — село Тупик.

## Населення
Населення сільського поселення становить 926 осіб (2019; 971 у 2010, 1041 у 2002).